# مأزق مابل الغريب
مأزق مابل الغريب (بالإنجليزية:Mabel's Strange Predicament) هو فيلم أمريكي كوميدي صامت بطولة مابل نورماند وتشارلي تشابلن وهو أول فيلم يرتدي فيه تشابلن زي المتشرد.

## طاقم التمثيل
- مابل نورماند - مابل
- تشارلي تشابلن - المتشرد
- تشيستر كونكلين - زوج
- أليس دافنبورت - زوجة
- هاري مكوي - حبيب
- هانك مان - نزيل الفندق
- آل سانت جون - حمال

## وصلات خارجية
- الفيلم القصير Mabel's Strange Predicament متوفر للتحميل من موقع أرشيف الإنترنت [المزيد]
- مأزق مابل الغريب على موقع IMDb (الإنجليزية)
- مأزق مابل الغريب على موقع روتن توميتوز (الإنجليزية)
- مأزق مابل الغريب على موقع قاعدة بيانات الأفلام العربية
- مأزق مابل الغريب على موقع ألو سيني (الفرنسية)
- مأزق مابل الغريب على موقع أول موفي (الإنجليزية)
- مأزق مابل الغريب على موقع فيلمافينيتي (الإسبانية)
- مأزق مابل الغريب على موقع قاعدة بيانات الأفلام السويدية (السويدية)
- مأزق مابل الغريب على موقع قاعدة بيانات الفيلم (الإنجليزية)
- مأزق مابل الغريب على موقع ليتربوكسد (الإنجليزية)
- مأزق مابل الغريب على موقع كينوبويسك (الروسية)
- Mabel's Strange Predicament على يوتيوب